# Miko Mission
Miko Mission, Pier Michele Bozzetti, född 22 juni 1945, är en italiensk musiker. Bland hans mest kända låtar finns "How old are you" och The World Is You från 1984. 2010 släpptes låten Let it be love i traditionell italodiscostil.

## Diskografi
- How Old Are You? (1984)
- The World Is You (1984)
- Two for Love (1985)
- Strip Tease (1986)
- Toc toc toc (1987)
- I Believe (1988)
- One Step to Heaven (1989)
- Rock Me Round the World (1989)
- Mr Blue (1995)
- I Can Fly (1994)
- Let It Be Love (2010)
- Universal Feeling (2014)
- Do You Wanna Dance (2020)
- Take My Hand (2024)